# البطية (العراق)
البطية منطقة عراقية في هضبة الدبدبة جنوب ناحية بصية في قضاء السلمان بمحافظة المثنى بالبادية العراقية أقصى جنوب العراق، فيها آبار عذبة قليلة الماء تُسمى حسيّان البطية، بينها وبين بصية 80 كيلومتراً، وبين بصية والرخيمية طريق يمرّ بالبطية. وحتى سنة 2024 كانت الأبطية من المناطق التي تتركز فيها مخلفات حربية خطرة كالقنابل العنقودية.